# Deuah
Deuah is een bestuurslaag in het regentschap Aceh Barat van de provincie Atjeh, Indonesië. Deuah telt 391 inwoners (volkstelling 2010).